# 休格利 (伊利諾伊州)
休格利（英語：Huegely）是位於美國伊利諾伊州華盛頓縣的一個非建制地區。該地的面積和人口皆未知。

## 地理
休格利的座標為38°24′20″N 89°19′06″W / 38.40556°N 89.31833°W，而該地的平均海拔高度為151米（即495英尺）。